# Arhopalus cubensis
Arhopalus cubensis es una especie de escarabajo longicornio del género Arhopalus, tribu Asemini, subfamilia Spondylidinae. Fue descrita científicamente por Mutchler en 1914.

## Descripción
Mide 10-26 milímetros de longitud.

## Distribución
Se distribuye por Cuba.